# Un amant dans le grenier
Pour plus de détails, voir Fiche technique et Distribution.
Un amant dans le grenier (The Bliss of Mrs. Blossom) est un film britannique réalisé par Joseph McGrath et sorti en 1968.

## Synopsis
À Londres, Harriet Blossom est une épouse esseulée, négligée par son mari Robert, un fabricant de soutiens-gorge bourreau de travail. Lorsque Robert lui envoie son employé Ambrose Tuttle pour réparer sa machine à coudre, Harriet en tombe éperdument amoureuse et, pour l’avoir toujours près d’elle, décide de le cacher dans le grenier. Bien que la police soit bientôt chargée d’enquêter sur la disparition d’Ambrose, celui-ci va continuer à faire le bonheur d’Harriet et contribuer à faire celui de son patron. 

## Fiche technique
- Titre : Un amant dans le grenier
- Titre original : The Bliss of Mrs. Blossom
- Réalisation : Joseph McGrath
- Scénario : Denis Norden et Alec Coppel d’après sa pièce de théâtre et une histoire de Josef Shaftel
- Musique : Riz Ortolani
- Direction de la photographie : Geoffrey Unsworth
- Décors : Assheton Gorton
- Costumes : Jocelyn Rickards
- Montage : Ralph Sheldon
- Pays d'origine :  Royaume-Uni
- Langue de tournage : anglais
- Studios : Twickenham Film Studios (Royaume-Uni)
- Tournage extérieur : Londres
- Producteur : Josef Shaftel
- Société de production : Paramount Pictures
- Société de distribution : Paramount Pictures
- Format : couleur par Technicolor — monophonique — 35 mm
- Genre : comédie
- Durée : 93 min
- Date de sortie : 11 septembre 1968 aux  États-Unis

## Distribution
- Shirley MacLaine : Harriet Blossom
- Richard Attenborough : Robert Blossom
- James Booth : Ambrose Tuttle
- Freddie Jones : l’inspecteur de police Dylan
- William Rushton : l’adjoint de Dylan
- Bob Monkhouse : le docteur Taylor
- Patricia Routledge : Mademoiselle Reece